# Thrichomys laurentius
Thrichomys laurentius és una espècie de mamífer rosegador de la família de les rates espinoses. És endèmic del nord-est del Brasil. T. laurentius i altres espècies del seu gènere són un hoste natural de Trypanosoma cruzi, el paràsit causant de la malaltia de Chagas, i de les leishmànies, agents de la leishmaniosi, per la qual cosa han sigut objecte d'investigacions epidemiològiques. És present als biomes de caatinga.